# Manoba obscura
Manoba obscura är en fjärilsart som beskrevs av Inoue 1976. Manoba obscura ingår i släktet Manoba och familjen trågspinnare. Inga underarter finns listade i Catalogue of Life.